# Gréasque
Gréasque är en kommun i departementet Bouches-du-Rhône i regionen Provence-Alpes-Côte d'Azur i sydöstra Frankrike. Kommunen ligger  i kantonen Roquevaire som ligger i arrondissementet Marseille. År 2022 hade Gréasque 4 469 invånare.

## Befolkningsutveckling
Antalet invånare i kommunen Gréasque
Referens:INSEE